# Гріневич Віктор Миколайович
Ві́ктор Микола́йович Гріне́вич — полковник медичної служби Збройних сил України, Військово-медичний клінічний центр Північного регіону, Харків, учасник російсько-української війни.

## З життєпису
Закінчив навчання у військово-медичній академії імені С. М. Кірова. Начальник клініки урології і нефрології, кандидат медичних наук, лікар вищої категорії.
Заслужений лікар України (2020).

## Нагороди
За особисту мужність і героїзм, виявлені у захисті державного суверенітету та територіальної цілісності України, вірність військовій присязі під час російсько-української війни, нагороджений —
- орденом Богдана Хмельницького 3 ступеня (3.2.2015).